# Salomon Ludwig Steinheim-Institut

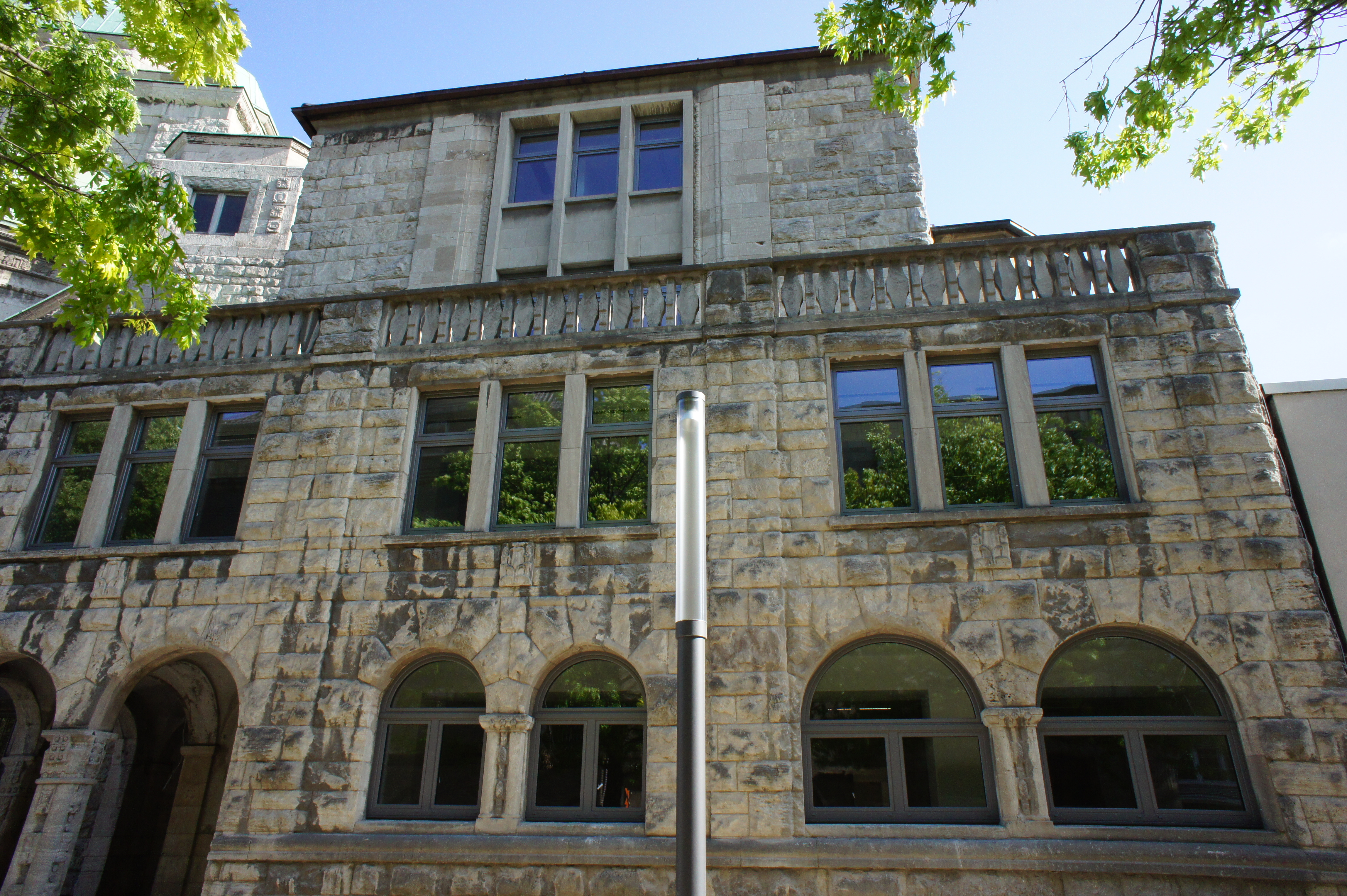
Ehemaliges Rabbinerhaus Essen

Das Salomon Ludwig Steinheim-Institut für deutsch-jüdische Geschichte e. V. (benannt nach dem jüdischen Mediziner, Religionsphilosophen und Gelehrten Salomon Ludwig Steinheim) mit Sitz in Essen erforscht die Kultur-, Religions-, Literatur- und Ereignisgeschichte der Juden im deutschen Sprachraum. Das Steinheim-Institut ist Gründungsmitglied der Johannes-Rau-Forschungsgemeinschaft. Es kooperiert in Forschung und Lehre mit der Universität Düsseldorf.

## Geschichte
Das Institut wurde im Jahr 1986 gegründet, der Eintrag in das Vereinsregister erfolgte am 9. Oktober 1986. Seit 1988 wird es vom Land Nordrhein-Westfalen kontinuierlich gefördert. Es ist seit Mai 2011 im ehemaligen Rabbinerhaus Essen angesiedelt.
Das Institut trug bis 2002 zu den Lehrveranstaltungen im Fach „Jüdische Studien“ an der damaligen Geschichte der Universität Duisburg bei. Im Jahr 2003 wurde das Studienfach an die Universität Düsseldorf verlagert, während das Steinheim-Institut An-Institut der Universität Duisburg-Essen blieb und dort regelmäßig Lehrveranstaltungen anbietet.

## Direktoren
- Julius H. Schoeps: 1986–1991 (Gründungsdirektor)
- Claus E. Bärsch: 1993–1996
- Michael Brocke: 1996–2021
- Lucia Raspe: seit 2021

## Forschung und Lehre
Zu den Forschungsfeldern gehören die Bereiche 
- Religions-, Literatur- und Kulturgeschichte
- Regional-, Wirtschafts- und Sozialgeschichte
- Antisemitismusforschung
- Editionen, Dokumentationen und Bibliographien
- Weiterbildung und Vermittlung

Ein Forschungsschwerpunkt ist die Dokumentation jüdischer Friedhöfe und die hebräische Grabsteinepigraphik. Dies umfasst die Inventarisation noch bestehender und die Rekonstruktion zerstörter Friedhöfe, die Erfassung der Grabinschriften und ihre Übersetzung aus dem Hebräischen. Die Inschriften sind historische Quellen, die nicht nur Beiträge zur jüdischen Sepulkralkultur und zur Genealogie liefern, sondern auch Rückschlüsse erlauben über Geschichte und Kultur der jüdischen Gemeinden.
Zu den jüngeren Projekten gehören die Erforschung und Dokumentation deutsch-jüdischer Publizistik des 19. Jahrhunderts sowie das Engagement im Bereich der Digital Humanities für deutsch-jüdische Geschichte und Judaistik.

## Publikationen
Neben Einzelpublikationen gibt das Institut die wissenschaftlichen Buchreihen Schriften, minima judaica, Netiva (ISSN 1437-8965), Bibliographien sowie die unentgeltliche Vierteljahreszeitschrift Kalonymos (ISSN 1436-1213) heraus.

## Bibliothek und Archiv
Die Daniel J. Cohen Bibliothek des Steinheim-Instituts umfasst über 20.000 Bücher zur deutsch-jüdischen Geschichte. Das Archiv beherbergt verschiedene Bestände:
- Das Jonas Cohn Archiv wurde im Jahr 2001 dem Steinheim-Institut überlassen. Es umfasst den wissenschaftlichen und einen großen Teil des privaten Nachlasses des Philosophen Jonas Cohn. Zu diesem Nachlass gehören Tagebücher, Erinnerungen, Handschriften, persönliche Dokumente und Briefe aus den Jahren von 1893 bis 1947.
- Das Gidal-Bildarchiv beinhaltet die Sammlung des Fotojournalisten Nachum Tim Gidal, Bilder aus dem Nachlass der Schauspielerin Ruth Klinger, Fotos mit dem Schwerpunkt Osteuropa aus der Sammlung Werner Seewi und die Bildersammlung aus dem Nachlass Georg Goldsteins. Es umfasst 3.000 Bilder und wird immer wieder erweitert.
- Der Nachlass der Schauspielerin und Kabarettistin Ruth Klinger umfasst Programme, Noten, Kritiken und Verträge des jüdisch-literarischen Kabarett Kaftan, persönliche Aufzeichnungen, Briefe und journalistische Arbeiten von Ruth Klinger.
- Im Nachlass des Arztes und Fotografen Georg Goldstein findet man eine umfangreiche fotografische Sammlung (Privatfotos seiner Familie, Reisefotos, Bilder aus dem Leben der jüdischen Gemeinde Düsseldorfs 1934–1936, Fotos aus Palästina bzw. Israel 1936-1953...), Briefe, Bücher und eine Sammlung von Zeitungen und Zeitungsausschnitten.
- Die druckgrafische Sammlung Jakob Steinhardts von insgesamt 87 Arbeiten wurde im Jahr 2001 zwischen der Stiftung Wilhelm Lehmbruck Museum Duisburg und dem Steinheim-Institut aufgeteilt. Die 31 in den 1950er Jahren in Israel entstandenen Arbeiten sind in den Räumen des Steinheim-Instituts zugänglich.

## Datenbanken und Online-Ressourcen
Über die Website lassen sich der Bibliothekskatalog durchsuchen, das Gidal-Bildarchiv, der Haskala-Katalog (eine Sammlung hebräischer Schriften jüdischer Aufklärer in Deutschland) und die epigraphische Datenbank epidat mit mehr als 44.000 erfassten Grabinschriften (Stand: Februar 2022), und zwar als Volltextsuche wie auch über verschiedene Indices (Namenslisten, hebräischer Wortindex, Abkürzungsverzeichnis). Der Rabbiner-Index erschließt das gedruckt erschienene Biographische Handbuch der Rabbiner (ISBN 3-598-24871-7), ein bio-bibliographisches Verzeichnis aller Rabbiner, die seit der Aufklärungszeit im deutschsprachigen Raum gewirkt haben.
Die Website des Instituts bietet einen Zugang unter anderem zum Kalonymos-Heftarchiv, zum Compact Memory, zur Bookplate Collection, zur Sammlung Rare Books and Manuscripts des Jewish Theological Seminary und zu jiddischen Drucken der Universitätsbibliothek Frankfurt am Main.

## Mitgliedschaften
- Johannes-Rau-Forschungsgemeinschaft
- Wissenschaftsforum Ruhr
- AG Jüdische Sammlungen